# Nuri
Nuri ist ein in mehreren Sprachen gebräuchlicher Vorname und Familienname.

## Herkunft und Bedeutung
Nuri ist ein arabischer, überwiegend weiblicher, sowie ein insbesondere türkischer männlicher Vorname. Nuri tritt auch als Familienname auf. Der Name leitet sich von dem arabischen Wort für „Licht“ (nūr) ab und bedeutet „hell“ oder „erleuchtet“.

## Namensträger

### Osmanische Zeit
- Osman Nuri Pascha (1832–1900), General der osmanischen Armee
- Osman Nuri (1839–1906), türkischer General und Maler

### Männlicher Vorname
- Nuri Aksel (* 1953), türkisch-deutscher Hochschullehrer für Strömungsmechanik
- Nuri Asan (1940–1989), türkischer Fußballspieler und -trainer
- Fatih Nuri Aydın (* 1995), türkischer Fußballspieler
- Nuri Bilge Ceylan (* 1959), türkischer Filmregisseur, Drehbuchautor, Filmproduzent und Fotograf
- Nuri Çolak (* 1975), türkischer Fußballspieler
- Nuri Demirağ (1886–1957), türkischer Industrieller und Politiker
- Nuri Dersimi (1893–1973), kurdischer Politiker
- Reşat Nuri Güntekin (1889–1956), türkischer Diplomat und Schriftsteller
- Nuri Kurtcebe (* 1949), türkischer Karikaturist und Autor
- Nuri al-Maliki (* 1950), irakischer Politiker
- Gazmend Nuri Oketa (* 1968), albanischer Politiker
- Yaşar Nuri Öztürk (1951–2016), türkischer Jurist, Religionsphilosoph und Autor
- Nuri Şahin (* 1988), deutsch-türkischer Fußballspieler und -trainer
- Nuri Şahin (Volleyballspieler) (* 1980), türkischer Volleyball- und Beachvolleyballspieler
- Nuri as-Said (1888–1958), irakischer Politiker
- Roj Nûrî Şawîs (1947–2021), irakischer Politiker
- Nuri Sezer (1938–2014), türkischer Schauspieler in Berlin
- Nuri Sojliu (1870–1940), albanischer Politiker
- Nuri Togay (1915–2002), türkischer Politiker und Sportfunktionär
- Osman Nuri Topbaş (* 1942), türkischer Sufi-Meister und Autor
- Nuri Toygün (* 1943), türkischer Fußballspieler
- Evren Nuri Turhan (* 1974), türkischer Fußballspieler
- Nuri Yamut (1890–1961), türkischer General

### Familienname
- Abu l-Husain an-Nuri (gest. 907), Sufi
- Ali Akbar Nateq Nuri (* 1943), schiitischer Geistlicher und iranischer Politiker
- Fazlollah Nuri (1843–1909), iranischer schiitischer Geistlicher
- Ihsan Nuri Pascha (1892/1893–1976), kurdischer Revolutionär
- Jochanan ben Nuri, jüdischer Gelehrter des Altertums
- Said Abdullo Nuri (1947–2006), tadschikischer Muslimführer

### Künstlername
- Jack Nuri (* 1972), österreichischer Kabarettist und Schauspieler